# Limoeiro
Limoeiro es un municipio brasileño situado en el estado de Pernambuco. Tiene una población estimada al 2020 de 56.198 habitantes.

## Historia
Según una vieja leyenda, Limoeiro fue una aldea de los indios Tupíes en una región con muchos limoeiros (limón), lo que da el nombre a la ciudad. En la historia de la fundación de Limoeiro, el origen de su nombre fue gracias a un sacerdote con el nombre de Ponciano Coelho, que habría llegado a la región para evangelizar los indios. Se cuenta que un día llegó para vivir cerca de Limoeiro, en Poço do Pau, un portugués que tenía por nombre Alexandre Moura, trayendo consigo la imagen de Nuestra Señora de la Presentación, imagen que atraía los indios. Alexandre Moura construyó cerca de su residencia una iglesia, donde colocó la imagen de la referida santa. Ponciano Coelho organizaba fiestas, siendo la atracción para las familias que comenzaron a vivir en la localidad.

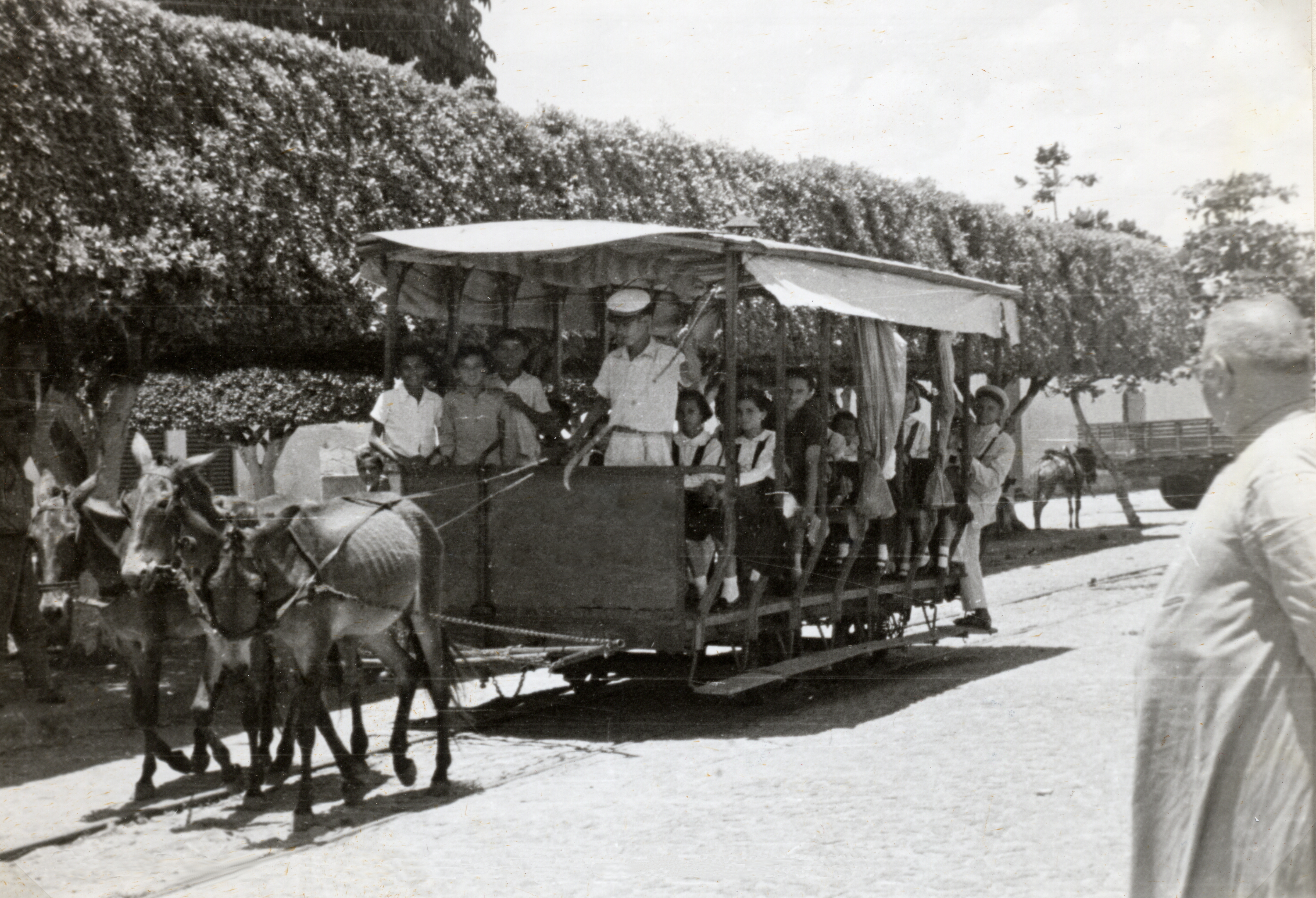
Transporte de tracción animal en 1951.

La instalación de la iglesia matriz marcó la fundación del poblado llamado Limoeiro de Nossa Senhora da Apresentação. Se cree que la antigua aldea de indios, hoy Limoeiro, fue fundada por los padres Manuel dos Santos y João Duarte do Sacramento, en 1711.
En 1752, Ponciano Coelho recibió la carta de Sesmaria, y Limoeiro creció dejando de ser aldea de indios. Limoeiro se extendía desde el actual municipio de Feira Nova hasta el municipio Santa Cruz do Capibaribe, y desde el municipio de Macaparana hasta el actual municipio de Passira. El extenso territorio fue perdido a través de incontables emancipaciones políticas, que dieron origen a 16 municipios.